# Guy Maria
Guy René André Maria est un cadreur, directeur de la photographie et réalisateur français né le 21 juillet 1928 à Moutiers-sous-Chantemerle dans les Deux-Sèvres, et mort le 24 février 2004 à Antibes dans les Alpes-Maritimes.

## Biographie
Guy Maria fait son entrée au cinéma dans les années 1950 en travaillant comme assistant cadreur pour des films comme Raspoutine (1954), Les Hommes en blanc (1955), Le fauve est lâché (1959), Le Masque de fer (1962), La Nuit des généraux (1967), L'Âge ingrat, Le Triporteur, L'Armée des ombres (1969), ainsi que sur de nombreux autres films.
À la fin de la décennie suivante il assure la fonction de directeur de la photographie de série B réalisées par Jean Maley (La Malédiction de Belphégor, Trafic de filles et Cinquante Briques pour Jo). 
En 1974, il passe à la réalisation avec Quand les filles se déchaînent, mélange de scènes d'action et d'érotisme dans l'air du temps. Il dirige Marie-Georges Pascal, Bob Asklöf et Jean-Michel Dhermay. Par la suite, il fait notamment tourner Alice Arno, Gilda Arancio et Siegried Cellier. Ses films évoluent vers la pornographie tout en gardant une certaine place pour l'action. 
Après seulement sept films comme réalisateur, tous produits par Georges Combret et sa société Europrodis, il revient à son métier de chef opérateur et collabore à plusieurs reprises avec Bernard Launois, notamment sur le film " Il était une fois le diable -Devil story" en 1985 ainsi qu'avec Jean-Marie Pallardy et Michel Lemoine. 
Guy Maria participe à son dernier tournage en 1986.

## Filmographie

### Comme réalisateur
- 1974 : Quand les filles se déchaînent
- 1974 : Des filles expertes en jeux clandestins
- 1975 : Hard Core Story (ou Un sacré zizi)
- 1975 : Les karatéchattes
- 1976 : Porn's Girl (également scénariste)
- 1977 : Des collégiennes très... spéciales (également scénariste)
- 1978 : Les putes infernales (également scénariste)

### Comme directeur de la photographie
- 1967 : La Malédiction de Belphégor de Jean Maley
- 1969 : Trafic de filles (ou La Punition) de Jean Maley
- 1970 : Cinquante briques pour Jo (ou Hold-up pour Laura)  de Jean Maley
- 1977 : Le Ricain de Sohban Kologlu, Stepan Melikyan et Jean-Marie Pallardy
- 1978 : L'Amour chez les poids-lourds de Jean-Marie Pallardy
- 1979 : Partouzez-moi de Michel Ricaud
- 1980 : Emmanuelle à Cannes de Jean-Marie Pallardy
- 1980 : Sacrés gendarmes de Bernard Launois
- 1980 : Touch' pas à mon biniou de Bernard Launois
- 1980 : Pensionnaires très spéciales de Jean-Philippe Mérand
- 1981 : Pucelles en chaleur de Jean-Philippe Mérand
- 1982 : Neiges brûlantes  (ou La Venus des neiges) de Michel Lemoine
- 1983 : Sodomanie de Michel Berkowitch et Jean Rollin
- 1984 : Humidités secrètes pour mouilleuses précoces de Patrick Aubin
- 1984 : Débutantes nymphomanes pour messieurs solitaires de Patrick Aubin
- 1984 : Pucelles chaudes et ouvertes pour folies sensuelles de Patrick Aubin
- 1984 : Je t'offre mon corps de Michel Lemoine
- 1985 : Il était une fois le diable - Devil Story de Bernard Launois
- 1985 : Apprenties vicieuses de Michel Berkowitch
- 1986 : Rosalie se découvre de Michel Lemoine
- 1986 : La Maison des milles et un plaisirs de Michel Lemoine
- 1986 : L'été les petites culottes s'envolent de Michel Lemoine
- 1984 : Pourquoi les blancs font la polygamie? de Pierre Gottraux